# Höganäs
Höganäs – miejscowość (tätort) i siedziba gminy Höganäs w południowej Szwecji, w regionie Skania.
W styczniu 2012 liczyło 13 740 mieszkańców.